# Aeroquetzal
Aeroquetzal war eine guatemaltekische Fluggesellschaft mit Sitz in Guatemala-Stadt, die von 1987 bis 1992 existierte. 

## Geschichte
Aeroquetzal wurde 1987 gegründet. Als erstes Flugzeug kaufte man eine 34 Jahre alte Convair CV-580, die vorher im Dienst von North Central Airlines gestanden hatte (welche später in Republic Airlines aufging).
Nach Abgabe der Convair CV-580 im Frühjahr 1990 konnte im April 1990 eine Douglas DC-9-15 von der US-amerikanischen United Aviation Services Leasing (UAS) geleast werden.
Für nur drei Wochen mietete Aeroquetzal im Herbst 1991 von LACSA (Costa Rica) einen Airbus A320.
Im April 1992 stellte Aeroquetzal den Flugbetrieb aufgrund finanzieller Probleme ein.

## Flugziele
Im April 1990 bot die Gesellschaft mit der gemieteten DC-9 lediglich elf Flüge pro Woche vom Flughafen Guatemala-Stadt nach Flores sowie zwei nach Cancún (Mexiko) an. Für nur einen Monat betrieb Aeroquetzal einen Liniendienst nach Los Angeles. Auch die Route nach Cancún erwies sich als defizitär. Ansonsten wurden regionale Strecken angeboten, deren wichtigste die 270 Kilometer lange Route nach Flores war.

## Flotte
Aeroquetzal setzte während ihrer Betriebszeit nur insgesamt drei Flugzeuge ein:

### Flotte bei Betriebseinstellung
- 1 Convair CV-580 (1988–1990)
- 1 Douglas DC-9-15 (geleast) (April 1990–April 1992)

### Zuvor eingesetzte Flugzeuge
- 1 Airbus A320 (geleast) (September 1991)